# Svendborg község
Svendborg község (dánul: Svendborg Kommune) Dánia 98 községének (kommune, helyi önkormányzattal rendelkező közigazgatási egység) egyike. A Syddanmark régióban található. Svendborg község Nyborg és Faaborg-Midtfyn községekkel határos. Lakosainak száma 58 228 fő (2016).